# Mine drømmes hus
Mine drømmes hus er en dokumentarfilm fra 1997 instrueret af Elisabeth Rygård efter eget manuskript.

## Handling
En drøm, den er lavet af noget stof, som man ikke rigtigt kan forklare. Men det er underligt på en måde. Hvad drømmer jeg? - filosoferer og spørger et lille menneskebarn i denne poetiske dokumentarfilm om "Børns liv og drømme" som eftertitlen uddybende lyder. Tre 10-årige børn, to piger og en dreng, fortæller om deres drømme, der går fra slik i lange baner over en stor og farlig isbjørn til Akropolis. Men børnene ikke alene filosoferer over signalerne fra underbevidstheden. De beretter også om deres dagligdag og daglige problemer. Herved bliver filmen et klogt, lille vidnesbyrd om at være barn i Danmark anno 1997.